# セルゲイ・ソコロフ
セルゲイ・レオニードヴィッチ・ソコロフ（ロシア語: Серге́й Леони́дович Соколо́в、ラテン文字表記の例：Sergei Leonidovich Sokolov、1911年7月1日 - 2012年8月31日）は、ソビエト連邦の政治家、軍人。ソ連邦元帥。チェルネンコ、ゴルバチョフ時代の国防大臣。

## 経歴
1911年7月1日、ロシア帝国クリミアのイェウパトーリヤで生まれた。1932年5月から赤軍に所属。1934年11月にゴリコフ装甲戦車学校を卒業後、極東で小隊長・中隊長・大隊長を歴任し、そして1938年7月には張鼓峰事件に参加した。
独ソ戦においては、1941年6月から9月まで戦車連隊参謀長として東部戦線で戦う。同年10月からカレリア戦線の自動車装甲戦車局の課長補佐、1942年4月から課長、6月から同局局長、1943年1月から同戦線の装甲戦車・機械化兵司令官局参謀長を務め、同年には大佐に昇進した。1944年3月から9月まで同戦線第32軍の装甲戦車・機械化兵司令官を務めた。
1947年11月に装甲戦車・機械化兵軍事アカデミーを卒業した後は戦車連隊長に任命され、1948年5月に戦車師団参謀長となった。1951年に参謀本部軍事アカデミーを卒業し、1952年1月から機械化師団長、1953年8月に少将、1959年5月に中将に昇進した。1960年1月から1964年7月までの間、モスクワ軍管区参謀長を務め、在任中の1963年4月に大将に昇進し、1964年7月から同管区第一副司令官となった。
1965年10月にレニングラード軍管区司令官となり、1967年4月に国防第一次官を兼務し、同年には上級大将に昇進した。
1966年3月から党中央委員会委員候補、1968年から委員、第7期から第10期までの最高会議代議員を務めた。
1978年2月、ソ連邦元帥となる。1984年12月20日、ウスチノフ国防相が死去し、それに伴って後任の国防相に就任した。前任のウスチノフがクレムリンのキングメーカーと言われるほどの実力者であったのに対し、ソコロフは純粋な職業軍人として地味な存在であった。また、グレチコとウスチノフの2人の前任者が党政治局員であったのに対し、ソコロフは議決権を持たない政治局員候補に据え置かれた。
1987年5月、西ドイツの青年であるマチアス・ルストが、セスナ機で赤の広場に着陸した責任を取らされる形で国防相を解任された。奇しくも1986年10月、大西洋北東部のバミューダ沖でヤンキー級原子力潜水艦のK-219が火災により沈没した事故に際し、艦長が寄港命令に背いて自沈させたとしてソコロフ当人が強硬に厳罰を主張して極刑に処されるところであったが、ルスト事件によるソコロフの失脚で極刑は免れた。
2011年7月1日、100歳の誕生日を迎え、メドヴェージェフ大統領から祝福された。
2012年8月31日、モスクワで死去した。101歳であった。この3日前にはマリーヤ夫人が死去している。

## 家族
1940年9月に誕生したワレリーと、1947年1月に誕生したウラジーミルは両方が大将まで昇進した。